# Velîkîi Hutir, Drabiv
Velîkîi Hutir (în ucraineană Великий Хутір) este localitatea de reședință a comunei Velîkîi Hutir din raionul Drabiv, regiunea Cerkasî, Ucraina. În secolul al XIX-lea, satul făcea parte din volostul Velîkîi Hutir, uezdul Zolotonoșa.

## Demografie
Componența lingvistică a localității Velîkîi Hutir
     Ucraineană (98,35%)
     Rusă (1,65%)
Conform recensământului din 2001, majoritatea populației localității Velîkîi Hutir era vorbitoare de ucraineană (98,35%), existând în minoritate și vorbitori de rusă (1,65%).